# Honduras (Barranquitas)
Honduras es un barrio ubicado en el municipio de Barranquitas en el estado libre asociado de Puerto Rico. En el Censo de 2010 tenía una población de 1823 habitantes y una densidad poblacional de 176,05 personas por km².

## Geografía
Honduras se encuentra ubicado en las coordenadas 18°10′46″N 66°15′44″O / 18.17944, -66.26222. Según la Oficina del Censo de los Estados Unidos, Honduras tiene una superficie total de 10.35 km², de la cual 10.28 km² corresponden a tierra firme y (0.7%) 0.07 km² es agua.

## Demografía
Según el censo de 2010, había 1823 personas residiendo en Honduras. La densidad de población era de 176,05 hab./km². De los 1823 habitantes, Honduras estaba compuesto por el 86.62% blancos, el 6.36% eran afroamericanos, el 0.05% eran amerindios, el 0.05% eran asiáticos, el 4.72% eran de otras razas y el 2.19% pertenecían a dos o más razas. Del total de la población el 99.73% eran hispanos o latinos de cualquier raza.